# Europees Rusland

Kaart van Europees Rusland binnen Europa. Niet zichtbaar is Frans Jozefland

Europees Rusland (Russisch: Европейская Россия) is het gedeelte van Rusland dat zich in het werelddeel Europa bevindt. Het is het westelijke deel van Rusland en heeft een oppervlakte van 3.960.000 km² – ongeveer 38% van het hele werelddeel.
Binnen Rusland neemt het Europese deel nog geen kwart van de oppervlakte in, de rest ligt in Azië en staat bekend als Siberië. Anderzijds woont het grootste deel van de Russische bevolking in het Europese deel. De belangrijkste stedelijke centra van Europees Rusland zijn Moskou en Sint-Petersburg, de grootste steden van Rusland.
Sinds de 19e eeuw wordt het Oeralgebergte met aansluitend de rivier de Oeral als oostgrens voor Europa gedefinieerd, maar deze geografische definitie is onderwerp van discussie. Fysisch-geografisch gezien wordt Europees Rusland gedomineerd door het Russisch Laagland.
Ten tijde van het Russische Rijk werd de term “Europees Rusland” in het rijk gebruikt om te verwijzen naar de traditionele Oost-Slavische territoria onder Russisch bestuur, waaronder het huidige Wit-Rusland en het grootste deel van Oekraïne (Dnjepr-Oekraïne).